# روبرت دين
روبرت دين (بالإنجليزية: Robert Dean)‏ (10 يونيو 1955 - 19 أبريل 2023) هو لاعب كرة يد أمريكي. شارك في الألعاب الأولمبية الصيفية 1976.

## وصلات خارجية
- روبرت دين على موقع اللجنة الأولمبية الدولية (الإنجليزية)
- روبرت دين على موقع أوليمبيديا (الإنجليزية)